# Wilfried Zaha
Dazet Wilfried Armel Zaha, né le 10 novembre 1992 à Abidjan (Côte d'Ivoire), est un footballeur international ivoirien qui joue au poste d'ailier gauche au Charlotte FC, en prêt de Galatasaray SK.
En 2016, il décide d'opter pour la nationalité sportive ivoirienne après avoir porté à deux reprises le maillot de l'équipe d'Angleterre.
Wilfried Zaha est un joueur au profil très technique et athlétique, capable de jouer en tant qu'ailier, second attaquant, voire milieu offensif. Il se distingue par une incroyable vitesse de pointe et une conduite de balle au-dessus de la moyenne. Régulièrement cité parmi les meilleurs dribbleurs de Championship, il peine cependant à réaliser des saisons pleines à Manchester United ou Cardiff et revient à Crystal Palace, où il devient une icône du club en délivrant de nombreuses passes décisives et en marquant des buts importants pour le maintien du club en Premier League.

## Biographie

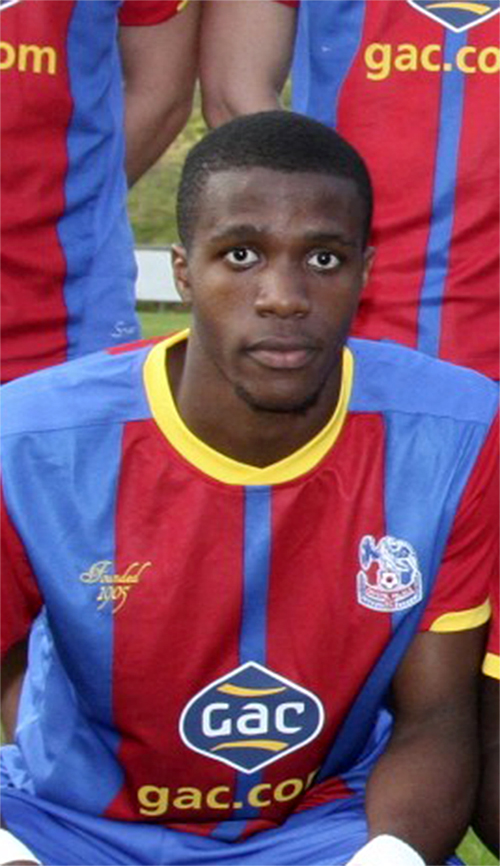
Wilfried Zaha 2012

Né à Abidjan en Côte d'Ivoire, Wilfried Zaha et sa famille arrivent à Londres alors qu'il est âgé de quatre ans,. Il intègre le centre de formation de Crystal Palace à l'âge de dix ans.

### En club

#### Débuts à Crystal Palace
Zaha fait ses débuts avec Crystal Palace le 27 mars 2010 en entrant en fin de match face à Cardiff City à la place de Stern John, lors de la défaite de son équipe sur le score de 1-2 à dommicile. En avril 2010, il signe un premier contrat professionnel qui court sur deux saisons. À la suite de sa première saison au niveau professionnel, son entraîneur George Burley déclare : « Nous avons de la chance de l'avoir, il a un grand avenir devant lui. » Le 7 août suivant, il marque son premier but avec les Eagles lors de la victoire 3-2 des siens contre Leicester City. Les performances de Zaha attirent l'attention de plusieurs clubs anglais, dont Manchester United, Arsenal et Liverpool. Le 23 août 2012, Zaha inscrit un doublé durant la rencontre de Coupe de la Ligue à dommicile face à Crawley Town. Crystal Palace remporte la partie sur le score final de 2-0. Le 13 décembre 2011, il prolonge son contrat à Crystal Palace en s'engageant pour cinq années supplémentaires.
Le 11 mars 2012, il est nommé jeune joueur de l'année de la Football League.
Le 2 octobre 2012, Zaha est l'auteur d'un doublé lors de la rencontre de championnat face aux Wolverhampton Wanderers, ce qui permet à son équipe de remporter le match sur le score de 2-1. Quatre jours plus tard, il est à nouveau l'auteur d'un doublé, cette fois-ci face à Burnley FC, lors de la victoire de son équipe sur le score de 4-3.
Le 13 mai 2013, lors  de la demi-finale retour des barrages d'accession à la Premier league contre Brighton & Hove Albion, Zaha inscrit deux buts en seconde période pour permettre à Crystal Palace de se qualifier pour la finale des barrages au Stade de Wembley, à la suite de sa victoire sur le score de 2-0. Lors de la finale des barrages face à Watford, le 27 mai suivant, Zaha obtient un penalty qui fut par la suite transformé par Kevin Phillips, assurant à Crystal Palace une place en Premier League pour la saison 2013-2014.

#### Manchester United
Le 25 janvier 2013, il s'engage avec le club de Manchester United, puis est prêté pour la fin de saison à Crystal Palace, pour un montant de 18 millions d'euros.
Le 11 août 2013, Zaha fait ses débuts avec Manchester United lors du Community Shield contre Wigan Athletic lors de la victoire 2-0 des Red Devils. Il a débuté en tant que titulaire, jouant 61 minutes avant d'être remplacé par Antonio Valencia, remportant le tout premier trophée de sa carrière. Par la suite, il ne rejoue pas avant le 29 octobre suivant, débutant une nouvelle fois en tant que titulaire lors de la victoire 4-0 face à Norwich City au troisième tour de la League Cup à Old Trafford. Ses débuts en Premier League ont quant à eux eu lieu le 7 décembre lors d'une défaite 1-0 à domicile face à Newcastle United. Zaha débuta la rencontre en tant que remplaçant, il prit part au jeu à la place de  Nani peu de temps après que son équipe ait concédé le but.

#### Prêt à Cardiff City
En janvier 2014, il est prêté au club gallois de Cardiff City.

#### Prêt et retour définitif à Crystal Palace
Le 28 août 2014, il est prêté pour une nouvelle saison à Crystal Palace. Deux jours plus tard, lors du premier match après l'officialisation de son prêt, Zaha marque le but de l'égalisation dans les arrêts de jeu lors du match nul 3-3 sur la pelouse de Newcastle United. Le 2 février 2015, lors du dernier jour du mercato hivernal, Zaha est transféré définitivement à Crystal Palace en signant un contrat de cinq ans et demi pour un montant non divulgué. Zaha a été un titulaire régulier pour Crystal Palace tout au long du reste de la saison, inscrivant quatre buts et délivrant deux passes décisives, contribuant ainsi à la 10e place finale de son équipe en championnat.
La saison suivante, Zaha fut encore un titulaire régulier pour Crystal Palace, faisant 34 apparitions, marquant deux buts et délivrant une passe décisive, alors que Crystal Palace  finit à la 15e place en championnat. Il fut également un des acteurs majeur qui permit à Crystal Palace d'atteindre la finale de la FA Cup, en jouant tous les matchs depuis l'entrée en lice de son équipe au troisième tour, étant l'auteur de deux buts dans la compétition. Zaha a disputé l'intégralité des 120 minutes de la finale, mais n'a pas réussi à aider Crystal Palace à décrocher la victoire, Manchester United s'imposant finalement 2-1. A la fin de la saison, Zaha fut éllu joueur de l'année de Crystal Palace pour la première fois de sa carrière.
Le 26 décembre 2016, Zaha s'est vu refuser un penalty dans les dernières minutes du match contre Watford. Certains ont alors émis l'hypothèse que Zaha avait surjoué la faute ou qu'il avait plongé. Après le match, la mascotte de Watford a tenté d'énerver Zaha en mimant un plongeon devant lui,. Le 14 mai 2017, Zaha a ouvert le score dès la troisième minute lors du match à domicile remporté sur le score de 4-0 par son équipe contre Hull City, assurant ainsi le maintien mathématique de Crystal Palace en Premier League et condamnant Hull City à la relégation en Championship,. Après une autre saison il fut encore décisif pour les Eagles, Zaha a remporté le prix du joueur de l'année de Crystal Palace pour la deuxième année consécutive. Le 26 mai 2017, Zaha a signé un nouveau contrat de cinq ans avec Crystal Palace.
Le 14 octobre 2017, Zaha fait son retour dans le onze de départ de Crystal Palace après deux mois d'absence et est l'auteur du premier but lors de la victoire 2-1 contre Chelsea, offrant ainsi aux Eagles leurs premiers points de la saison. Il est élu Joueur du Mois en Premier League en avril 2018 grâce à ses quatre buts et une passe décisive en jouant en attaque ; le 14 avril, il inscrit un doublé en première mi-temps lors de la victoire 3-2 de son équipe face aux rivaux de Brighton & Hove Albion.
Malgré un début de saison difficile, Crystal Palace parvint a assurer son maintien avec un match d'avance sous la direction du nouvel entraîneur Roy Hodgson, grâce notamment à l'association entre Zaha et son coéquipier Andros Townsend sur les ailes. Zaha a été élu Joueur de l'Année du club pour la troisième année consécutive, un exploit jusque-là accompli uniquement par le gardien de but Julián Speroni.
Le 11 août 2018, lors du premier match de la saison de Crystal Palace, Zaha a inscrit le second but de la victoire 2-0 de sa formation face à Fulham. Il s'agissait alors de son 23e but en Premier League pour le club, rejoignant Chris Armstrong en tant que meilleur buteur de l'histoire des Eagles en Premier League. Quatre jours plus tard, il signe un nouveau contrat de cinq ans à Crystal Palace. 
Le 26 décembre 2021, il reçoit un carton rouge contre Tottenham Hotspur Football Club lors du Championnat d'Angleterre de football.

#### Première expérience à l'étranger avec Galatasaray
Le 24 juillet 2023, il quitte l'Angleterre pour rejoindre la Turquie et le club de Galatasaray après son départ libre de Crystal Palace.
Il fait ses débuts pour sa nouvelle équipe lors de la rencontre de Süper Lig contre Kayserispor le 12 août suivant, en entrant au jeu en remplacement de Dries Mertens durant le match nul et vierge 0-0 entre les deux formations. Le 20 septembre suivant, à l'occasion de ses débuts en Ligue des champions, durant la rencontre de phase de groupes, Zaha délivre une passe décisive sur le but inscrit par Tetê lors du match nul 2-2 à domicile face au FC Copenhague. Le 3 octobre 2023, il marque son premier but en Ligue des champions contre son ancien club, Manchester United, lors de la victoire de sa formation 3-2 à Old Trafford, à l'occasion de sa première titularisation dans cette compétition.

#### Prêt à l'Olympique lyonnais
Le 30 août 2024, Wilfried Zaha rejoint l’Olympique Lyonnais sous forme de prêt.

### Carrière internationale

#### Angleterre
Ayant la possibilité de jouer pour la Côte d'Ivoire et l'Angleterre, Wilfried Zaha opte pour la sélection des Trois Lions. Il rejoint l'équipe d'Angleterre des moins de 19 ans pour son match contre l'Allemagne en février 2011. Le 23 février 2012, il rejoint l'équipe espoirs et fait ses débuts à l'occasion de la victoire des Anglais 4-0 sur la Belgique six jours plus tard. Le 14 novembre 2012, Zaha dispute ses premières minutes en équipe A d'Angleterre lors d'un match amical face à la Suède (défaite 4-2).

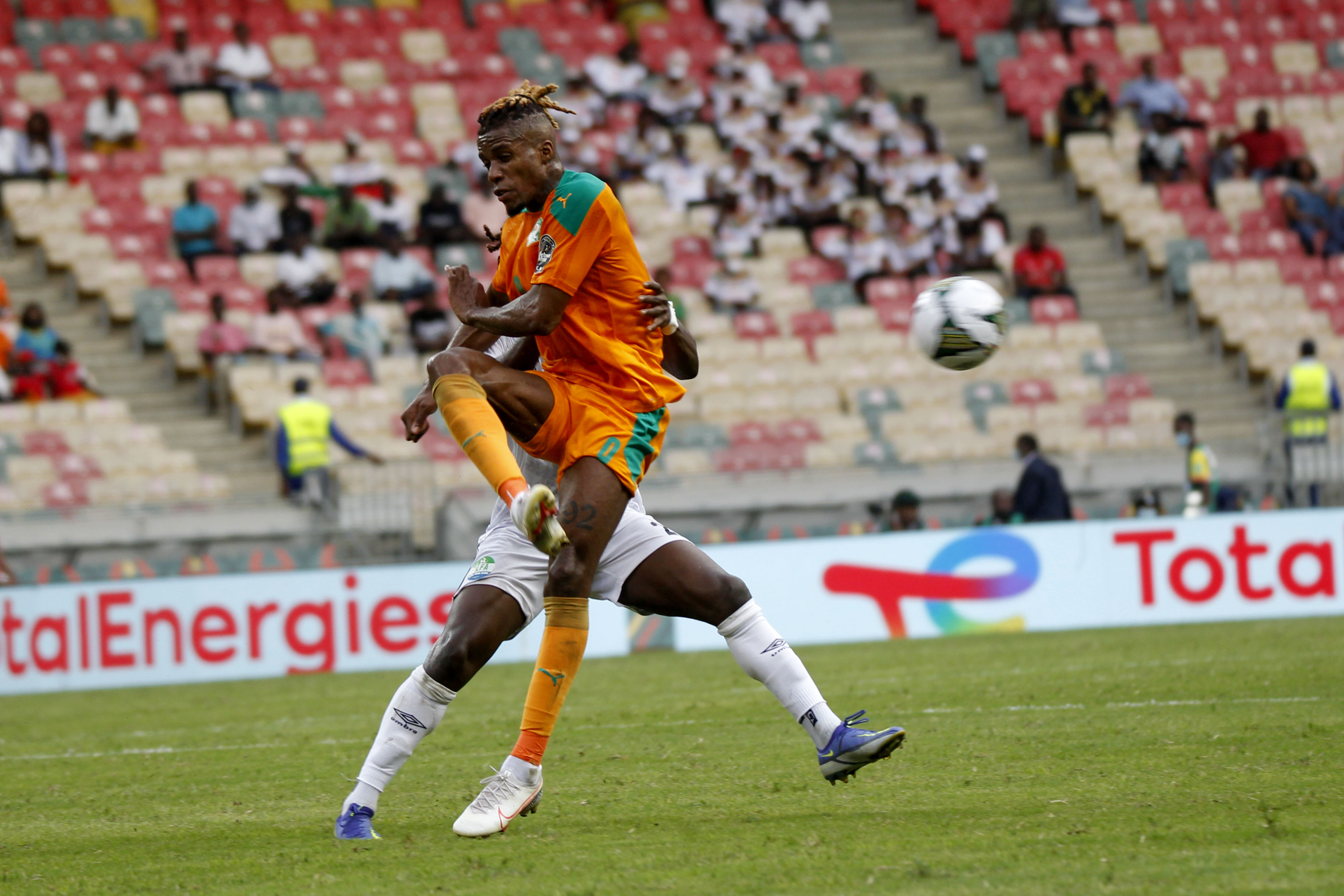
Jeu de football, CAN 2021

#### Côte d'Ivoire
N'ayant plus jamais été appelé en sélection d'Angleterre depuis ses deux uniques capes en 2012 et 2013 et voyant son avenir avec celle-ci bouché, Wilfried Zaha décide d'opter pour la sélection de la Côte d'Ivoire en novembre 2016. Ses deux sélections avec les Trois Lions ayant été jouées lors de matchs amicaux, Wilfried Zaha pouvait encore changer de nationalité sportive. Fin décembre 2016, Zaha est pré-sélectionné par Michel Dussuyer pour prendre part au stage de préparation à la CAN 2017.
Il honore sa première sélection avec les Éléphants le 8 janvier 2017 lors d'un match amical contre la Suède. Auteur d'une passe décisive pour Giovanni Sio, il contribue à la victoire de la sélection ivoirienne (2-1). Trois jours plus tard, Zaha inscrit son premier but avec la Côte d'Ivoire à l'occasion d'un match amical face à l'Ouganda (3-0).

## Statistiques
| Saison                | Club                      | Championnat           | Championnat | Championnat | Coupe(s) nationale(s) | Coupe(s) nationale(s) | Supercoupe | Supercoupe | Compétition(s) continentale(s) | Compétition(s) continentale(s) | Compétition(s) continentale(s) | Angleterre Côte d'Ivoire | Angleterre Côte d'Ivoire | Total | Total |
| Saison                | Club                      | Division              | M.          | B.          | M.                    | B.                    | M.         | B.         | Comp.                          | M.                             | B.                             | M.                       | B.                       | M.    | B.    |
| 2009-2010             | Crystal Palace            | Championship          | 1           | 0           | -                     | -                     | -          | -          | -                              | -                              | -                              | -                        | -                        | 1     | 0     |
| 2010-2011             | Crystal Palace            | Championship          | 41          | 1           | 3                     | 0                     | -          | -          | -                              | -                              | -                              | -                        | -                        | 44    | 1     |
| 2011-2012             | Crystal Palace            | Championship          | 41          | 6           | 7                     | 3                     | -          | -          | -                              | -                              | -                              | -                        | -                        | 48    | 9     |
| 2012-2013             | Crystal Palace            | Championship          | 43          | 6           | 7                     | 2                     | -          | -          | -                              | -                              | -                              | 1                        | 0                        | 51    | 8     |
| Sous-total            | Sous-total                | Sous-total            | 126         | 13          | 17                    | 5                     | -          | -          | -                              | -                              | -                              | 1                        | 0                        | 144   | 18    |
| 2013-2014             | Manchester United         | Premier League        | 2           | 0           | 2                     | 0                     | -          | -          | -                              | -                              | -                              | 1                        | 0                        | 5     | 0     |
| Sous-total            | Sous-total                | Sous-total            | 2           | 0           | 2                     | 0                     | -          | -          | -                              | -                              | -                              | 1                        | 0                        | 5     | 0     |
| 2013-2014             | Cardiff City (prêt)       | Premier League        | 12          | 0           | 1                     | 0                     | -          | -          | -                              | -                              | -                              | -                        | -                        | 13    | 0     |
| Sous-total            | Sous-total                | Sous-total            | 12          | 0           | 1                     | 0                     | -          | -          | -                              | 0                              | 0                              | 0                        | 0                        | 13    | 0     |
| 2014-2015             | Crystal Palace            | Premier League        | 31          | 4           | 4                     | 0                     | -          | -          | -                              | -                              | -                              | -                        | -                        | 35    | 4     |
| 2015-2016             | Crystal Palace            | Premier League        | 34          | 2           | 9                     | 3                     | -          | -          | -                              | -                              | -                              | -                        | -                        | 43    | 5     |
| 2016-2017             | Crystal Palace            | Premier League        | 35          | 7           | 2                     | 0                     | -          | -          | -                              | -                              | -                              | 7                        | 2                        | 44    | 9     |
| 2017-2018             | Crystal Palace            | Premier League        | 29          | 9           | -                     | -                     | -          | -          | -                              | -                              | -                              | 1                        | 0                        | 30    | 9     |
| 2018-2019             | Crystal Palace            | Premier League        | 34          | 10          | 2                     | 0                     | -          | -          | -                              | -                              | -                              | 5                        | 0                        | 41    | 10    |
| 2019-2020             | Crystal Palace            | Premier League        | 38          | 4           | 1                     | 0                     | -          | -          | -                              | -                              | -                              | 4                        | 3                        | 43    | 7     |
| 2020-2021             | Crystal Palace            | Premier League        | 23          | 10          | 1                     | 0                     | -          | -          | -                              | -                              | -                              | 3                        | 0                        | 27    | 10    |
| 2021-2022             | Crystal Palace            | Premier League        | 33          | 14          | 4                     | 1                     | -          | -          | -                              | -                              | -                              | 3                        | 0                        | 40    | 15    |
| 2022-2023             | Crystal Palace            | Premier League        | 27          | 7           | 1                     | 0                     | -          | -          | -                              | -                              | -                              | 3                        | 0                        | 31    | 7     |
| Sous-total            | Sous-total                | Sous-total            | 285         | 67          | 24                    | 4                     | -          | -          | -                              | 0                              | 0                              | 26                       | 5                        | 335   | 76    |
| 2023-2024             | Galatasaray SK            | Süper Lig             | 30          | 9           | 3                     | 0                     | -          | -          | C1+C3                          | 7+2                            | 1+0                            | -                        | -                        | 42    | 10    |
| 2024-2025             | Galatasaray SK            | Süper Lig             | 0           | 0           | 0                     | 0                     | 1          | 0          | C1                             | 0                              | 0                              | -                        | -                        | 1     | 0     |
| Sous-total            | Sous-total                | Sous-total            | 30          | 9           | 3                     | 0                     | 1          | -          | -                              | 9                              | 1                              | 0                        | 0                        | 43    | 10    |
| 2024-2025             | Olympique lyonnais (prêt) | Ligue 1               | 4           | 0           | 0                     | 0                     | -          | -          | C3                             | 2                              | 0                              | -                        | -                        | 6     | 0     |
| Sous-total            | Sous-total                | Sous-total            | 4           | 0           | 0                     | 0                     | 0          | -          | -                              | 2                              | 0                              | 0                        | 0                        | 6     | 0     |
| Total sur la carrière | Total sur la carrière     | Total sur la carrière | 457         | 89          | 47                    | 9                     | 1          | 0          | -                              | 11                             | 1                              | 28                       | 5                        | 544   | 104   |

## Palmarès

### En club
- Manchester United (1)
  - Vainqueur du Community Shield en 2013

- Crystal Palace (0)
  - Finaliste de la Coupe d'Angleterre en 2016
- Galatasaray SK (2)
  - Champion de Turquie en 2024
  - Supercoupe de Turquie en 2023

### Distinctions personnelles
- Meilleur jeune joueur de D2 anglaise en octobre 2012[48]
- Membre de l'équipe-type de D2 anglaise en 2013
- Joueur du mois de Premier League en avril 2018[49]